# Runner
Pour les articles homonymes, voir Runner (homonymie).
Runner, également connu sous le titre Runner for Large Ensemble, est une œuvre musicale de Steve Reich composée en 2015 pour ensemble à cordes, vents, percussions et pianos. Elle est créée par l'ensemble Modern le 10 novembre 2016 au Royal Opera House à Londres. 

## Historique
Composé en 2015, Runner est créé par l'Ensemble Modern dirigé par Koen Kessels lors de la première de la chorégraphie Multiverse de Wayne McGregor dansé par le Ballet royal au Royal Opera House de Londres,. La création française se fait le 12 novembre 2016 à la Philharmonie de Paris par l'Ensemble Modern dirigé par Bradley Lubman et la première américaine a lieu le 29 janvier 2017 à l'université de Californie à Berkeley par l'Ensemble Signal toujours dirigé par Bradley Lubman.
L'inspiration pour l'écriture de cette œuvre est venue à Steve Reich grâce à la musique d'un film indien de Bollywood – en particulier le rythme musical bâti sur des double croches – qu'il a regardé avec son épouse, l'artiste Beryl Korot, mais doit également à ses échanges avec le peintre allemand Gerhard Richter avec lequel il avait un projet d'illustration sonore de l'une de ses œuvres, projet qui n'aboutira finalement qu'en 2019 avec la pièce Reich/Richter, mais qui laissa des traces dans la présente composition. Alors que Steve Reich donne en général des titres prosaïques et simplement descriptifs à ses œuvres, il décide d'intituler cette dernière de manière figurative en raison des impressions de courses que lui avait donné le visionage du film indien et du processus de ralentissement graduel de la composition, similaire à celui d'un coureur de fond qui doit adapter son rythme de course,.
À plusieurs reprises, le compositeur indiquera que Runner constitue pour lui le point de départ d'un retour à la composition pour de grands ensembles ou des orchestres – chose qu'il n'avait pas faite depuis près de trente ans, avec The Four Sections (1987) – dont Music for Ensemble and Orchestra sera l'aboutissement en 2018,.

## Structure
La pièce est écrite pour dix-neuf instrumentistes : quatre violons, deux altos, deux violoncelles, une contrebasse, deux vibraphones, deux pianos, deux flûtes, deux clarinettes, et deux hautbois. Runner est constitué de cinq sections et sa durée d'exécution est d'environ 16 minutes :
1. Part 1
2. Part 2
3. Part 3
4. Part 4
5. Part 5

Runner est construit autour de quatre mouvements harmoniques, formant un cycle ré–fa–la bémol–si et retour en ré, rythmés par des double croches tenues au piano imprimant le tempo (100).